# Carl Theodor Hahn
Carl Theodor Hahn (* 3. September 1809 in Dobers; † 21. Dezember 1864 in Berlin) war ein deutscher Organist und Komponist.

## Leben
Als letzter Schüler des Schmiedeberger Organisten Christian Benjamin Klein vertrat er diesen in seinem letzten Lebensjahr und nach dessen Tod als Organist in einer Vakanzzeit von anderthalb Jahren. Danach ging er nach Darmstadt um seine Ausbildung bei Christian Heinrich Rinck und Gottfried Weber fortzusetzen, wechselte dann aber schon 1828 nach Berlin zu Carl Friedrich Zelter und Bernhard Klein.
Ab 1831 wirkte er als Gesanglehrer am Friedrich-Wilhelms-Gymnasium. 1838 ging er nach Paris, wo er bei Bordogni und Lablache Privatunterricht nahm und besuchte dann noch Italien, Wien und Prag. Nach Berlin zurückgekehrt, wurde er als Organist an der Petrikirche und schließlich 1840 als Gesanglehrer und Repetitor an der königl. Opern-Gesangschule angestellt.

## Werke
Hahn komponierte Opern, Kantaten, Motetten, Lieder, Schulgesänge und Orgelmusik. Etliches davon ist im Druck erschienen, darunter:
- Acht Orgelstücke zum Gebrauch beim öffentlichen Gottesdienste op. 4
- Der 23ste Psalm. (Der Herr ist mein Hirt) op. 8
- Der 130ste Psalm (Aus der Tiefe ruf’ ich Herr zu dir) op. 11
- Der Herr ist König. Cantate nach Psalm 97 op. 12
- Der 103te Psalm (Lobe den Herrn meine Seele) op. 15
- Der 100ste Psalm op. 18